# Гордін Ігор Геннадійович
Ігор Геннадійович Гордін (рос. И́горь Генна́дьевич Го́рдин; нар. 6 травня 1965, Ленінград) — радянський і російський актор театру і кіно, заслужений артист РФ (2004).

## Біографія
Народився в Ленінграді в родині інженерів .
З восьмого класу середньої школи потай від своїх батьків грав в Театрі юнацької творчості (ТЮТ) при Ленінградському палаці піонерів .
У 1989 році закінчив Ленінградський політехнічний інститут імені М. І. Калініна за фахом «фізик-ядерник», але сцену не кинув. Поїхав в Москву для отримання акторської освіти .
У 1993 році закінчив акторський факультет Російського інституту театрального мистецтва - ГІТІСу (курс Ірини Іллівни Судакової), відразу після чого був прийнятий в трупу Московського театру юного глядача (МТЮЗА), де працює по теперішній час   (за іншими даними, після закінчення ГІТІСу актор пропрацював один театральний сезон в Московському державному академічному театрі «Современник» ).

### Особисте життя

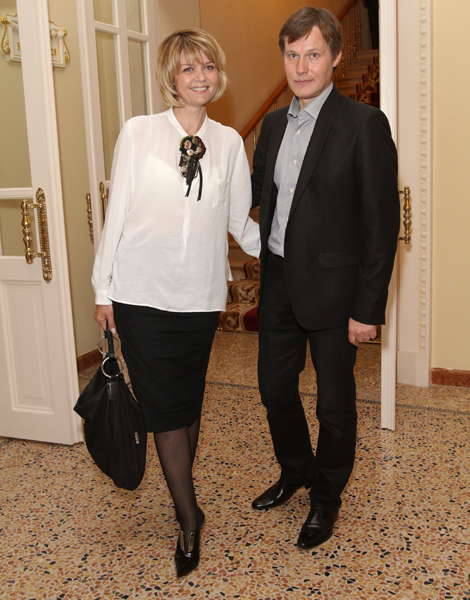
Юлія Меньшова і Ігор Гордін на фестивалі і премії «Золота маска». 16 квітня 2012 року.

- Дружина (1996-2003 і з 2008 року) - Юлія Меньшова (нар. 28 липня 1969), актриса і телеведуча [3]. Познайомилися в 1995 році в Московському театрі юного глядача (МТЮЗ), куди Меньшова прийшла з друзями на спектакль, в якому грав Гордін [2].
  - Син Андрій (нар. 13 грудня 1997).
  - Дочка Таїсія (рід. 23 травня 2003 року).

## Творчість

### Ролі в театрі

#### Московський театр юного глядача (МТЮЗ)
- 1989 — «Гуд-бай, Америка!!!» за творами Самуїла Маршака. Режисер: Генрієтта Яновська — декілька центральних ролей[4]
- 1993 — «Іванов та інші» за п'єсою «Іванов» А. П. Чехова. Режисер: Генрієтта Яновська — Боркін Михайло Михайлович[5]
- 1994 — «Романтики» Едмона Ростана. Режисер — А. Дрознін — Персине[6]
- 1995 — «Страта декабристів» за п'єсою Ками Гінкаса. Режисер: Кама Гінкас — Беркопф[7]
- 1995 — «Жак Оффенбах, любов і тру-ля-ля». Режисер: Генрієтта Яновська — Пополані, алхімік барона
- 1996 — «Піна днів» за романом Бориса Віана. Режисер — Сергій Виноградов — Ніколя
- 1997 — «Гроза» за п'єсою А. Н. Островського. Режисер: Генрієтта Яновська — Тихон
- 1999 — «Пушкін. Дуель. Смерть» за п'єсою Ками Гінкаса. Режисер: Кама Гінкас — Володимир Соллогуб[8]
- 2001 — «Свідок звинувачення» за п'єсою Агати Крісті. Режисер: Генрієтта Яновська — Леонард Воул[9]
- 2001 — «Дама з собачкою» за розповіддю А. П. Чехова. Режисер: Кама Гінкас — Дмитро Гуров[10][11][12]
- 2008 — «Кавалер-привид» за п'єсою «Схований кабальєро» («El escondido y la tapada») Педро Кальдерона. Режисер: Роман Самгін — Дон Карлос[13]
- 2009 — «Лагідна» за повістю Ф. М. Достоєвського. Режисер: Ірина Керученко — Він[14]
- 2009 — «Медея» за текстами Сенеки, Ж. Ануя, І. О. Бродського. Режисер: Кама Гінкас — Ясон[15]
- 2012 — «Ноктюрн» Адама Раппа. Режисер: Кама Гінкас — Син, 32 роки, піаніст[16][17][18][19]
- 2014 — «Хто боїться Вірджинії Вульф?» за п'єсою Едварда Олбі. Режисер: Кама Гінкас — Джордж, професор історії, чоловік Марти[20][21][22]
- 2015 — «По дорозі в… » («Російські сни за Ф. Достоєвським») за п'єсою Ками Гінкаса. Режисер: Кама Гінкас — Аркадій Іванович Свидригайлов
- 2018 — «Варіації таємниці» за п'єсою Еріка-Емманюэля Шмітта (переклад Е. і А. Наумових). Режисер: Кама Гінкас — Абель Знорко

#### Інші театри
- 2003 — «Вишневий сад» А. П. Чехова. Режиср: Еймунтас Някрошюс — Петя Трофімов[3]
- 2006 — «Щасливі дороги» за драмою А. С. Пушкіна «Цигани». Режисер: Зоя Бузалковска (з Македонії) — Алеко (Театр музики і поезії п / р Олени Камбурової)[23]
- 2007 — «Облом off». Режисер: М. Ю. Угаров — Штольц (Центр драматургії і режисури п/р О. Казанцева і М. Рощіна)
- 2007 — «Капітал». Режисер: Е. Бояков — Потапов (Театр «Практика»)
- 2010 — «Метод Гренхольма». Режисер: Явор Гирдєв — Енрік (Державний театр націй)
- 2011 — «Калігула» за п'єсою Альбера Камю. Режисер: Еймунтас Някрошюс — Гелікон (Державний театр націй)[4]
- 2011 — «П'ять вечорів»за п'єсою Олександра Володіна. Режисер: Віктор Рижаков — Ільїн (Московський театр «Майстерня П. М. Фоменко»)[24]
- 2016 — «Іванов»за п'єсою Антона Чехова. Режисер: Тимофій Кулябін — Павло Кирилович Лебедєв, голова земської управи (Державний театр націй)[25]

## Фільмографія
- 2002 — Тріо — Олег
- 2004 — Діти Арбата — Ігор Володимирович
- 2005 — Горинич і Вікторія — Богданов
- 2005 — Чарівність зла — Роберт Трайл, англійський комуніст, колишній лорд, муж Віри Гучкової
- 2005 — Небесне життя — Вербицький
- 2005 — Загибель імперії (серія № 10 «Смута») — Саблін
- 2005 — Велике зло та дрібні капості — Мітя Потапов, міністр інформації
- 2006 — Розклад доль — Петро Смірнов
- 2006 — Три крапки — скульптор
- 2006 — Біси — Олексій Нилович Кириллов, інженер-будівельник, знайомий Верховенського, Шатова та Ставрогіна
- 2007 — На шляху до серця — Аркадій Тюляєв
- 2007 — Живописна авантюра — Василій Васильович Верещагін
- 2007 — Диверсант. Кінець війни — перевіряючий
- 2008 — Пуля-дура. Повернення агента — Жєлтов, слідчий прокуратури
- 2008 — Злочин буде розкрито — Михайло Андрійович Гнездиковський, слідчий'
- 2008 — Афганський привид — Фетюхін
- 2009 — Подія — Олексій Максимович Трощейкін, художник, чоловік Люби
- 2009 — Пуля-дура 2. Агента майже не видно — Жєлтов, слідчий прокуратури
- 2009 — Пуля-дура 3. Агент для спадкоємиці — Жєлтов, слідчий прокуратури
- 2009 — Кромовъ — Лазарєв
- 2009 — Іван Грозний — Богдан Якович Бєльський, опричник при дворі Івана Грозного
- 2010 — Сьома жертва — Михайло Андрійович Гнездиковський, слідчий
- 2010 — Злочин буде розкрито 2 — Михайло Андрійович Гнездиковський, слідчий
- 2011 — Мисливці за діамантами — Іван Олексійович Лазарєв, полковник КГБ
- 2012 — Танец Делі — Андрій
- 2012 — Хто, якщо не я? — Ігор Борисович Беркутов, чоловік Ніни
- 2013 — московські сутінки — Ігор
- 2013 — Ліки проти страху — Ігор Сажин, головний лікар хірургічного відділення
- 2013 — Любов з першого подиху — Ігор Плотніков
- 2013 — Собачий рай — Костянтин
- 2013 — Точка вибуху — Геннадій Петрович Дубинський, керівник Тетяни
- 2014 — Дубровський — Петро Ганін
- 2014 — Небесний суд. Продовження — Алєкс Поповскі, старший інквизитор, він же Ділан Джей Бейлі
- 2014 — Прощавай, кохана! — Сергій Витальович Римарьов, врач-психіатр
- 2015 — Норвег — слідчий'
- 2015 — Дорослі дочки — Олексій Колганов, капітан міліції, батько шістьох дочок[26]
- 2016 — Вселенський заговор — Михайло Миколайович Воскресенський, академік
- 2017 — Наліт (2-й сезон) — Ілля Рокотов, генерал у відставці, батько Ірини
- 2018 — Тренер — президент ФК «Спартак» (Москва)
- 2018 — Операція «Сатана» — Микола Андрійович Рибаков («Рибак»), агент ЦРУ
- 2018 — Вічне життя Олександра Христофорова — Коля Шведов, другий чоловік колишньої дружини Христофорова Ірини
- 2019 — Утриманки — Борис Маркович, начальник Відділа МВД Росії по району Замоскворіччя м Москви, начальник Лєни і Макса, товариш Ігоря
- 2019 — Скажи правду — Олексій Куликов, батько Евеліни і Саші
- 2019 — Заступники — Олег Васильович, голова трибунала
- 2019 — Скліфосовський (7-й сезон) — Анатолій Борисович Алєніков, батько Толіка, впливовий чиновник з МОЗ
- 2020 — Хороша людина — Гліб, батько Євгенії Ключевської
- 2020 — Скліфосовський (8-й сезон) — Анатолій Борисович Алєніков, батько Толіка, впливовий чиновник з МОЗ
- 2020 — Утриманки (2-й сезон) — Борис Маркович, начальник Відділа МВД Росії по району Замоскворіччя м Москви, начальник Лєни і Макса, товариш Ігоря

## Визнання

### Державні нагороди
- 2004 - почесне звання «Заслужений артист Російської Федерації» (11 жовтня 2004) - за заслуги в галузі мистецтва [1].
- 2019 - орден Дружби (29 квітня 2019) - за великий внесок у розвиток вітчизняної культури і мистецтва, багаторічну плідну діяльність [27].

### Громадські нагороди
- 2001 - лауреат театральної премії «Чайка» — за роль Дмитра Гурова в спектаклі режисера Ками Гінкаса «Дама з собачкою» по однойменною повістю А. П. Чехова в Московському театрі юного глядача (МТЮЗ) [10][11].
- 2001 - лауреат премії «Московська прем'єра» Фонду К. С. Станіславського - за роль Дмитра Гурова в спектаклі режисера Ками Гінкаса «Дама з собачкою» за однойменною повістю А. П. Чехова в Московському театрі юного глядача (МТЮЗ).
- 2011 - лауреат національної театральної премії « Золота маска » в номінації «Краща чоловіча роль» - за роль ( «Він») в драматичному спектаклі режисера Ірини Керученко «Лагідна» по однойменній повісті Ф. М. Достоєвського в Московському театрі юного глядача (МТЮЗ) [28].
- 2016 - лауреат Міжнародної премії К. С. Станіславського (театральний сезон 2015-2016) в акторській номінації на Міжнародному театральному фестивалі «Сезон Станіславського» - «за роботи останніх років» [29][30].